# Pseudometopius egawai
Pseudometopius egawai är en stekelart som först beskrevs av Tohru Uchida 1940.  Pseudometopius egawai ingår i släktet Pseudometopius och familjen brokparasitsteklar. Inga underarter finns listade i Catalogue of Life.